# Aeroportul Kalumburu
Aeroportul Kalumburu (IATA: UBU, ICAO: YKAL) este un aeroport din Australia de Vest, Australia ce deservește zona Kalumburu⁠(d).
Situat la o altitudine de 29 m, aeroportul dispune de o singură pistă.